# Hidden Gems
Hidden Gems is het tweede studioalbum van de Canadese rockband The Blue Stones. Het album werd uitgebracht op 19 maart 2021 onder het label Entertainment One.

## Tracklist
| Nr.          | Titel                    | Duur  |
| ------------ | ------------------------ | ----- |
| 1.           | ''Lights On''            | 3:08  |
| 2.           | ''Shakin' Off The Rust'' | 3:44  |
| 3.           | ''One By One''           | 4:11  |
| 4.           | ''Careless''             | 3:36  |
| 5.           | ''Grim''                 | 5:04  |
| 6.           | ''Let It Ride''          | 3:37  |
| 7.           | ''L.A. Afterlife''       | 3:09  |
| 8.           | ''Spirit''               | 4:03  |
| 9.           | ''Make This Easy''       | 3:27  |
| 10.          | ''Oceans''               | 5:09  |
| Totale duur: | Totale duur:             | 39:08 |